# 西華沙縣

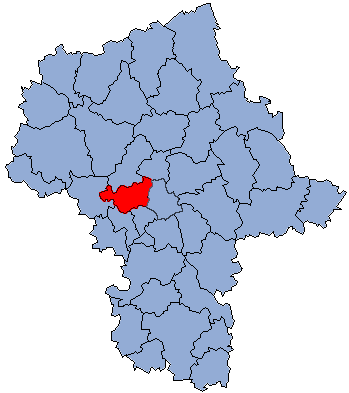

52°13′N 20°48′E / 52.217°N 20.800°E
西華沙縣（波蘭語：Powiat warszawski zachodni），是波蘭的縣份，位於該國中東部，由馬佐夫舍省負責管轄，首府設於馬佐夫舍地區奧扎魯夫，面積533平方公里，2006年人口為100,965人，人口密度每平方公里190人。